# تشيلسي عبد الله
تشيلسي عبدالله هي كاتبة كويتية أمريكية. و هي مؤلفة ثلاثية ساندسيا الخيالية.

## الحياة المبكرة والتعليم
ولدت تشيلسي ونشأت في الكويت. حصلت على درجة الماجستير في اللغة الإنجليزية من جامعة دوكين. تخرجت من جامعة كولورادو بولدر.

## حياة مهنية
في عام 2022، أصدرت تشيلسي روايتها الأولى، والتي تُعد الجزء الأول من ثلاثية مخططة. تحمل الرواية عنوان لص الغبار النجمي، وهي قصة تدور في عالم خيالي مستوحى من ألف ليلة وليلة، حيث يُضطهد الجن ويُطاردون من أجل دمائهم الشافية، بينما تُصبح آثارهم المسحورة كنوزًا مطلوبة بشدة.
حظيت الرواية بإشادة واسعة، حيث أثنت مجلة Publishers Weekly على "الأوصاف الغنية التي أبدعتها تشيلسي، والتي أضفت الحياة على المشهد"، كما أشادت بقدرتها على خلق "إحساس بالغموض والسحر". من جهتها، نوّهت صحيفة "ذا نيو عرب" بإدراجها للحكايات الشعبية الإماراتية التقليدية، مشيدةً بأسلوبها الذي "نسج ببراعة القصص داخل القصص، والحكايات داخل الحكايات".
سيتم نشر الجزء الثاني من الثلاثية، The Ashfire King، في عام 2024.

## فهرس
- لص الغبار النجمي ، مجموعة ليتل براون للكتاب المحدودة، 2022. [6] [7] [3]

## روابط خارجية
- الموقع الرسمي
- Chelsea Abdullah  على قاعدة بيانات الخيال التأملي على الإنترنت

## قراءة إضافية
- Salih، Swara (26 مايو 2022). "The Middle Geeks Interview: Chelsea Abdullah, Author of "The Stardust Thief"". Nerds of Color.
- Jones, Michael M. (18 Mar 2022). "A Story Built of Stories: PW Talks with Chelsea Abdullah". Publishers Weekly (بالإنجليزية). Retrieved 2022-09-02.